# Until the End of Time (Album)
Until the End of Time (englisch für: bis ans Ende der Zeit) ist das siebte Studioalbum des US-amerikanischen Rappers Tupac Shakur. Es ist das zweite postum veröffentlichte Album des Künstlers und erschien am 27. März 2001 über die Labels Death Row Records, Interscope und Amaru Entertainment.

## Produktion und Samples
Bei dem Album fungierten Suge Knight und Tupacs Mutter Afeni Shakur als Executive Producers. Mit 16 Liedern wurde ein Großteil des Albums von dem Musikproduzent Johnny „J“ produziert. Drei Instrumentals wurden von QDIII geschaffen. Außerdem waren 2Pac selbst sowie die Trackmasters, DJ Quik, Crooked I, Cold 187um, Ant Banks, L.T. Hutton, Mike Mosley, Jim Gittum, Darren Vegas, Big Simon Says, Hurt-M-Badd, Kurt Couthan und SR. Shakur an der Produktion einzelner Songs beteiligt.
Vier Titel des Albums enthalten Samples von Stücken anderer Künstler. So sampelt Ballad of a Dead Soulja den Track Little Child Running Wild von Curtis Mayfield und Letter 2 My Unborn beinhaltet Elemente aus Liberian Girl von Michael Jackson. Until the End of Time enthält ein Sample des Lieds Broken Wings von Mr. Mister, während When Thugz Cry den Song Fragile von Sting sampelt.

## Covergestaltung
Das Albumcover zeigt ein gezeichnetes Bild Tupacs mit freiem Oberkörper. Er richtet den Blick vom Betrachter aus gesehen nach rechts. Der Hintergrund ist in braunen Farbtönen gehalten. Am unteren Bildrand stehen die weißen Schriftzüge 2Pac und Until the End of Time.

## Gastbeiträge
| Professionelle Bewertungen | Professionelle Bewertungen |
| -------------------------- | -------------------------- |
| Kritiken                   |                            |
| Quelle                     | Bewertung                  |
| laut.de                    | [ 2 ]                      |
| Rolling Stone              | [ 3 ]                      |
| allmusic                   | [ 4 ]                      |
| RapReviews                 | [ 5 ]                      |

Auf 18 der 29 Lieder treten neben Tupac Shakur andere Künstler in Erscheinung. So ist seine Rapgruppe Outlawz auf sieben Songs (Breathin’, All Out, M.O.B., World Wide Mob Figgaz, U Don’t Have 2 Worry, LastOnesLeft, Runnin’ on E) zu hören. Je zwei Gastauftritte stammen von dem R&B-Duo K-Ci & JoJo (Thug N U Thug N Me Remix, Thug N U Thug N Me) und dem Rapper Big Syke (Good Life, Big Syke Interlude). Außerdem sind SKG (Let Em Have It), E.D.I. (Good Life), R.L. Huggar (Until the End of Time), Thug Life (M.O.B.), Lil’ Mo (Niggaz Nature Remix), Above the Law (Words 2 My First Born), Left Eye (Let Em Have It Remix), Nutt-So (Runnin’ on E), J. Valentine (When I Get Free) und Richard Page (Until the End of Time RP Remix) auf je einem Stück vertreten.

## Titelliste
CD 1
| #  | Titel                        | Gastmusiker           | Produzent                                      | Länge |
| -- | ---------------------------- | --------------------- | ---------------------------------------------- | ----- |
| 1  | Ballad of a Dead Soulja      |                       | Johnny „J“, Cold 187um                         | 4:15  |
| 2  | Fuck Friendz                 |                       | QDIII                                          | 5:19  |
| 3  | Lil’ Homies                  |                       | Johnny „J“                                     | 3:43  |
| 4  | Let Em Have It               | SKG                   | L.T. Hutton                                    | 4:53  |
| 5  | Good Life                    | Big Syke und E.D.I.   | Mike Mosley                                    | 4:17  |
| 6  | Letter 2 My Unborn           |                       | Johnny „J“, Trackmasters                       | 3:55  |
| 7  | Breathin’                    | Outlawz               | Johnny „J“                                     | 4:04  |
| 8  | Happy Home                   |                       | Johnny „J“, Jim Gittum, Daren Vegas, Crooked I | 3:56  |
| 9  | All Out                      | Outlawz               | Big Simon Says                                 | 5:32  |
| 10 | Fuckin’ wit’ the Wrong Nigga |                       | Hurt-M-Badd                                    | 3:37  |
| 11 | Thug N U Thug N Me Remix     | K-Ci & JoJo           | Johnny „J“                                     | 4:11  |
| 12 | Everything They Owe          |                       | Johnny „J“                                     | 3:07  |
| 13 | Until the End of Time        | R.L. Huggar           | Johnny „J“, Trackmasters                       | 4:26  |
| 14 | M.O.B.                       | Outlawz und Thug Life | Kurt Couthan, Ant Banks                        | 5:01  |
| 15 | World Wide Mob Figgaz        | Outlawz               | Johnny „J“                                     | 4:37  |

CD 2
| #  | Titel                          | Gastmusiker         | Produzent                                 | Länge |
| -- | ------------------------------ | ------------------- | ----------------------------------------- | ----- |
| 1  | Big Syke Interlude             | Big Syke            | Cold 187um                                | 1:45  |
| 2  | My Closest Roaddogz            |                     | Johnny „J“                                | 4:04  |
| 3  | Niggaz Nature Remix            | Lil’ Mo             | QDIII                                     | 5:04  |
| 4  | When Thugz Cry                 |                     | Johnny „J“                                | 4:22  |
| 5  | U Don’t Have 2 Worry           | Outlawz             | QDIII                                     | 5:07  |
| 6  | This Ain’t Livin’              |                     | Johnny „J“                                | 3:41  |
| 7  | Why U Turn on Me               |                     | 2Pac, Jim Gittum, Darren Vegas, Crooked I | 3:32  |
| 8  | LastOnesLeft                   | Outlawz             | Johnny „J“                                | 3:59  |
| 9  | Thug N U Thug N Me             | K-Ci & JoJo         | Johnny „J“                                | 4:29  |
| 10 | Words 2 My First Born          | Above the Law       | DJ Quik                                   | 4:07  |
| 11 | Let Em Have It Remix           | Left Eye            | L.T. Hutton                               | 4:25  |
| 12 | Runnin’ on E                   | Outlawz und Nutt-So | 2Pac                                      | 5:37  |
| 13 | When I Get Free                | J. Valentine        | Johnny „J“, Cold 187um, SR. Shakur        | 4:30  |
| 14 | Until the End of Time RP Remix | Richard Page        | Johnny „J“, Trackmasters                  | 4:27  |

## Chartplatzierungen und Singles
Until the End of Time stieg am 16. April 2001 auf Platz 28 in die deutschen Charts ein und erreichte vier Wochen später mit Rang 23 die Höchstposition. Insgesamt konnte sich das Album 22 Wochen in den Top 100 halten. In den Vereinigten Staaten stieg das Album auf Platz 1 in die Charts ein und hielt sich 25 Wochen in den Top 200.
Als Singles wurden der Titelsong Until the End of Time (DE #33, 14 Wo.) und das Lied Letter 2 My Unborn (DE #76, 8 Wo.) ausgekoppelt.

## Verkaufszahlen und Auszeichnungen
Für mehr als 2,2 Millionen verkaufte Exemplare wurde Until the End of Time in den Vereinigten Staaten mit vierfach Platin ausgezeichnet, da Doppelalben dort zweifach gewertet werden. Außerdem erhielt das Album im Vereinigten Königreich eine Goldene Schallplatte für mehr als 100.000 verkaufte Einheiten.

| Land/Region                  | Auszeichnungen für Musikverkäufe (Land/Region, Auszeichnung, Verkäufe) | Verkäufe  |
| ---------------------------- | ---------------------------------------------------------------------- | --------- |
| Kanada (MC)                  | 2× Platin                                                              | 200.000   |
| Neuseeland (RMNZ)            | Gold                                                                   | 7.500     |
| Vereinigte Staaten (RIAA)    | 4× Platin                                                              | 2.200.000 |
| Vereinigtes Königreich (BPI) | Gold                                                                   | 100.000   |
| Insgesamt                    | 2× Gold · 6× Platin ·                                                  | 2.507.500 |

Hauptartikel: Tupac Shakur/Auszeichnungen für Musikverkäufe